# Liste der Monuments historiques in Barsac (Gironde)
Die Liste der Monuments historiques in Barsac (Gironde) führt die Monuments historiques in der französischen Gemeinde Barsac auf.

## Liste der Bauwerke
| Bezeichnung                          | Beschreibung | Standort | Kennzeichnung | Schutzstatus | Datum | Bild           |
| ------------------------------------ | ------------ | -------- | ------------- | ------------ | ----- | -------------- |
| Château Nairac (Schloss und Weingut) |              | (Lage)   | PA33000206    | Inscrit      | 2017  |                |
| Kirche St-Vincent                    |              | (Lage)   | PA00083124    | Classé       | 1908  | weitere Bilder |

## Liste der Objekte

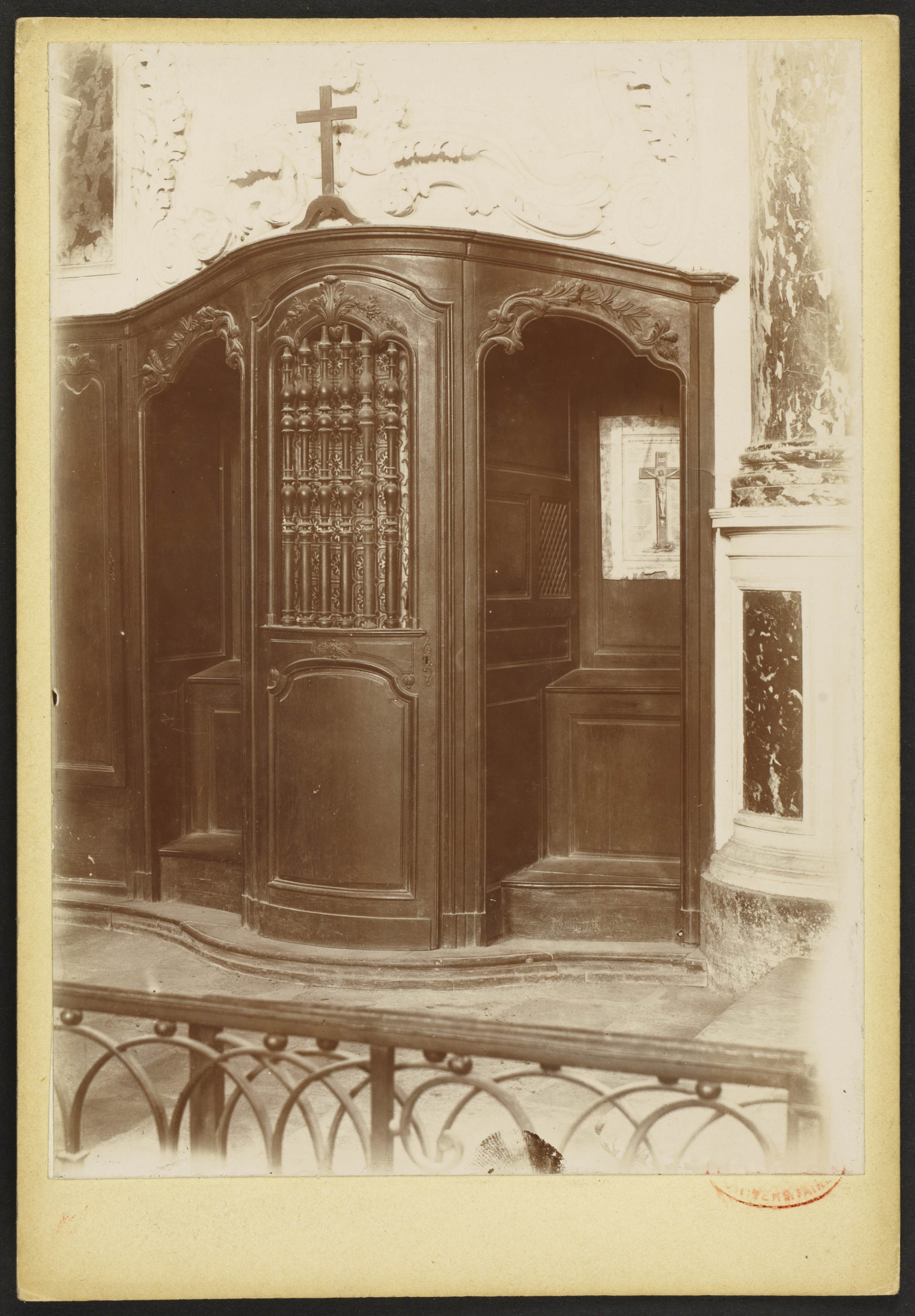
Beichtstuhl in der Kirche von Barsac (Foto von Jean-Auguste Brutails, um 1900)

- Monuments historiques (Objekte) in Barsac (Gironde) in der Base Palissy des französischen Kultusministeriums

Siehe auch: Beichtstuhl und Taufbecken